# Јакуб ал-Мансур
Јакуб ал-Мансур (арап. يعقوب المنصور) или пуним именом Абу Јусуф Јакуб ал-Мансур (арап. أبو يوسف يعقوب المنصور; 1160 — Маракеш, 23. јануар 1199) био је алмохадски калиф (1184—1199). Назив Ал-Мансур (Победник) добио је услед победе над кастиљским краљем Алфонсом VIII у бици код Аларкоса 1195. године. Током његове владавине Алмохадски калифат достиже врхунац.

## Биографија
Абу Јусуф Јакуб се родио око 1160. године као син Абу Јакуб Јусуфа, кога је наследио на месту алмохадског калифа 1184. године. Његов долазак на власт обележиле су побуне племена у Алжиру које су кулминирале заузимањем града Алжира. Пошто је угушио побуне у северној Африци 1188. године посветио је пажњу Пиринејском полуострву, где је краљ Кастиље, Алфонсо VIII, у савезу са Леоном, нападао алмохадске територије.
Међутим, убрзо је морао своју пажњу преусмерити на Португалију, која је уз помоћ војске која је у склопу Трећег крсташког рата путовала у Свету земљу, угрожавала територију Ал Андалуза. Крсташи и Португалци 1189. године опљачкали су тврђаву Алвор и заузели Силвес. Јакуб је покренуо контранапад 1190. године. Његова војска у први мах није успела да поврати Силвес и била је поражена под Томаром. Али, када је калиф следеће године лично повео војску, освојен је Алкасер до Сал и Силвес враћен под алмохадску власт.
У великој бици код Аларкоса 19. јула 1195. године Јакуб је однео блиставу победу над Алфонсом VIII, уништвивши његову војску. Услед ове победе додељен му је назив Ал-Мансур (Победник). Следеће године наставио је поход против Кастиље. Опљачкао је област Мадрида, али није успео да освоји Толедо. Кастиља је била довољно стабилна да се релативно успешно одупре овом нападу. После победе над непријатељима, Јакуб се вратио у Маракеш, посвећујући се унутрашњем уређењу Калифата и постепено прадајући све већи удео у власти свом сину Мухамеду ал-Насиру.
Заслугом Јакуба ал-Мансура 1195. године изграђен је минарет џамије Кутубије у Марекешу, још једно од архитектонских ремек дела Алмохадског калифата. Калиф је преселио своју престоницу у војни град на северу, који је основаоњегов деда Абд ал-Мумин, и назвао га Рибат ал-Фат (Победничко утврђење), који је касније постао познат као Рабат. Подигао је зид око града и 1196. године започео изградњу монументалне џамије са циљем да она буде највећа на свету. Она није довршена услед калифове смрти и од ње је данас остао само Хасанов минарет. Јакуб ал-Мансур није био фанатични муслиман попут његових претходника и као такав је штитио филозофа Ибн Рушда. Међутим, временом је поклекао под притиском двора и ставио га у кућни притвор.
Умро је 23. јануара 1199. године у Маракешу. Попут његових претходника, сахрањен је у Тинмелу на Атласу. Наследио га је Мухамед ал-Насир. Јакуб ал-Мансур је осим њега иза себе оставио још два сина, Абдулаха ал-Адила и Идриса ал-Мамуна, који ће, такође, касније бити алмохадски калифи.